# Reinhard Frank
Reinhard Frank (Reddighausen, 16 agosto 1860 – Monaco di Baviera, 21 marzo 1934) è stato un giurista tedesco.
A lui si deve l'elaborazione della concezione normativa della colpevolezza: tale teoria richiede che il collegamento soggettivo tra un fatto illecito e il suo autore non possa esprimersi in termini esclusivamente psicologico-naturalistici, ossia in base alla mera sussistenza del dolo o della colpa, ma postuli altresì l'apprezzamento di elementi ulteriori attinenti al processo di motivazione all'origine dell'illecito, cioè le circostanze in cui il soggetto ha agito e la presenza di eventuali scusanti. Viene perciò introdotto un elemento di natura normativo-valutativa, fondato sulla rimproverabilità dell'agente rispetto al fatto da lui obiettivamente realizzato.